# Resuscytacja krążeniowo-oddechowa
Resuscytacja krążeniowo-oddechowa, RKO – zespół czynności stosowanych u poszkodowanego, u którego wystąpiło  nagłe zatrzymanie krążenia, czyli ustanie czynności serca z utratą świadomości i bezdechem. Celem resuscytacji jest utrzymanie przepływu krwi przez mózg i mięsień sercowy oraz przywrócenie czynności własnej układu krążenia. Natychmiastowe rozpoczęcie resuscytacji przez świadków zdarzenia zwiększa prawdopodobieństwo przeżycia trzykrotnie.
W skład resuscytacji krążeniowo-oddechowej wchodzą:
- Podstawowe zabiegi resuscytacyjne (BLS) – (ang. Basic Life Support)
- Zaawansowane zabiegi resuscytacyjne (ALS) – (ang. Advanced Life Support).

## Łańcuch przeżycia
Nagłe zatrzymanie krążenia (NZK) jest główną przyczyną śmierci w Europie. Aby skutecznie zwiększyć szanse poszkodowanego na powrót spontanicznego krążenia, należy stosować następujące zasady:
1. Wczesne rozpoznanie zatrzymania krążenia – obejmuje rozpoznanie zatrzymania krążenia: bezdech, utrata przytomności oraz szybkie wezwanie pomocy, dzwoniąc pod numer telefonu 112 lub 999.
2. Wczesne podjęcie RKO przez świadków zdarzenia – jeżeli świadkowie zdarzenia natychmiast podejmą resuscytację, można podwoić lub potroić szanse na przeżycie[3].
3. Wczesna defibrylacja – może skutkować przeżywalnością nawet 50-70%. Każda minuta opóźnienia defibrylacji zmniejsza prawdopodobieństwo przeżycia o 10–12%[3].
4. Wczesne podjęcie zaawansowanych zabiegów resuscytacyjnych i właściwa opieka poresuscytacyjna.

## Podstawowe zabiegi resuscytacyjne
Podstawowe zabiegi resuscytacyjne (BLS) mają kluczowe znaczenie w ratowaniu życia osobom poszkodowanym z nagłym zatrzymaniem krążenia. Warto rozpoczynać BLS bez obaw przed brakiem doświadczenia, ponieważ udowodniono, że czynności te znacznie zmniejszają prawdopodobieństwo zgonu.

### Algorytm postępowania

Algorytm BLS

Algorytm ALS dla dorosłych

Algorytm BLS należy powtarzać w formie cyklicznej, wykonując pojedyncze czynności w poniższej sekwencji, przerywając jedynie w wypadku rozpoczęcia spontanicznego oddychania przez pacjenta:
1. Oceń swoje bezpieczeństwo
2. Sprawdź, czy poszkodowany reaguje
3. Głośno wołaj o pomoc
4. Udrożnij drogi oddechowe i sprawdź oddech – lekko odchyl głowę do tyłu i unieś żuchwę
5. Sprawdź, czy oddycha prawidłowo
6. Zadzwoń pod numer 112 lub 999
7. Wykonaj 30 uciśnięć klatki piersiowej
8. Wykonaj 2 oddechy
9. Kontynuuj resuscytację aż do przyjazdu pogotowia

#### Sprawdzanie reakcji poszkodowanego
Jeżeli wszyscy świadkowie zdarzenia i poszkodowany są bezpieczni, należy delikatnie wstrząsnąć poszkodowanym i zapytać „Czy wszystko jest w porządku?”. Jeżeli poszkodowany nie reaguje, należy głośno zawołać o pomoc i rozpocząć resuscytację. Natomiast jeżeli reaguje, należy pozostawić poszkodowanego w pozycji, w której się go zastało, i zadzwonić pod numer ratunkowy.

#### Udrażnianie dróg oddechowych
1. Należy odwrócić poszkodowanego na plecy
2. Umieścić jedną rękę na czole poszkodowanego i delikatnie odgiąć jego głowę
3. Opuszki palców drugiej ręki umieścić na żuchwie poszkodowanego, a następnie unieść ją

Ratownicy medyczni i osoby wykwalifikowane mogą wykonać Rękoczyn Esmarcha.

#### Ocena oddechu

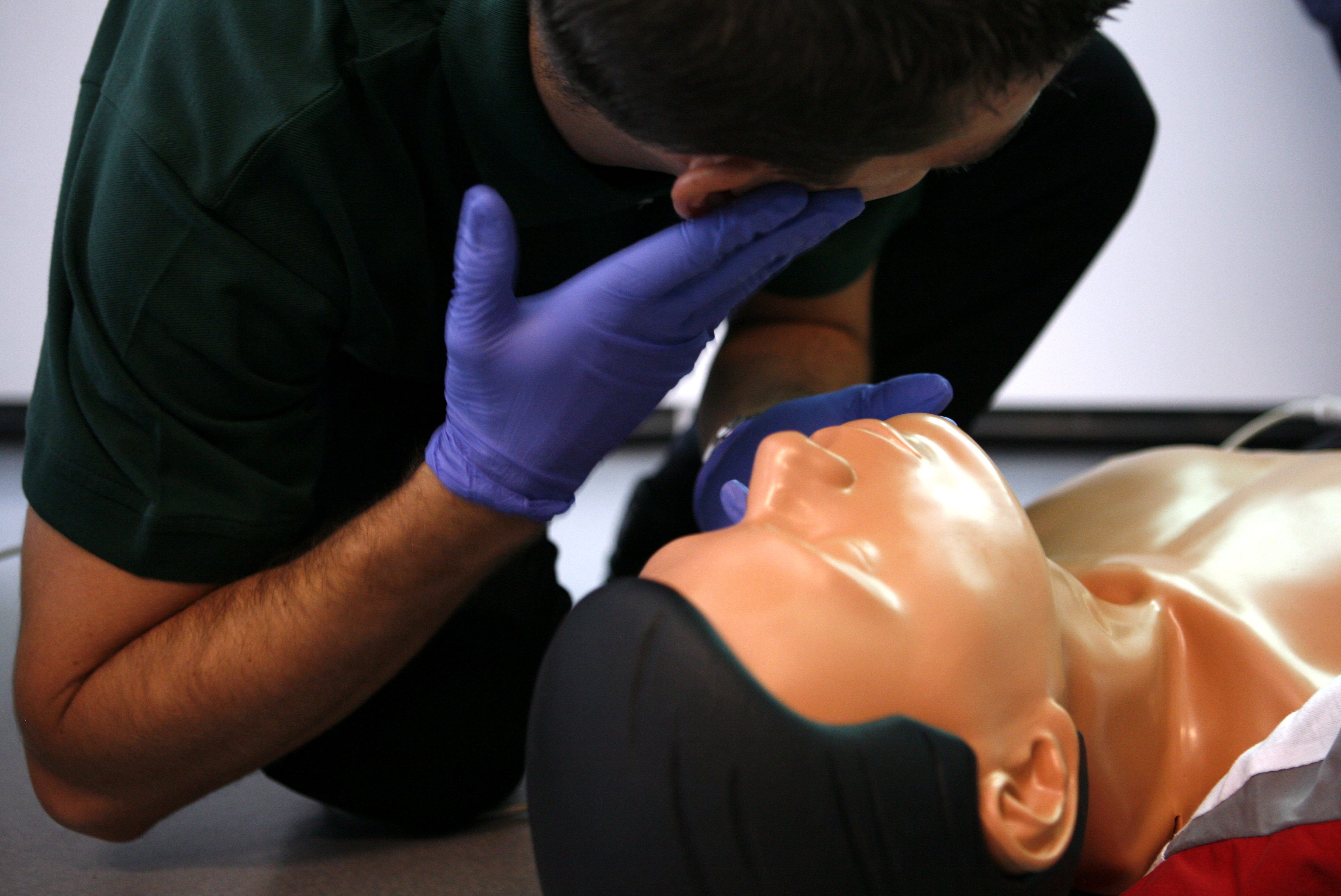
Ocena oddechu poszkodowanego za pomocą słuchu, wzroku i dotyku.

Należy przyłożyć ucho do ust poszkodowanego i jednocześnie obserwować ruchy jego klatki piersiowej przez 10 sekund. Tym sposobem można ocenić oddech za pomocą słuchu, wzroku i dotyku (odczuwanie ruchów powietrza na policzku). Jeżeli pacjent nie oddycha lub oddech wydaje się nieprawidłowy, należy zadzwonić pod numer 112 lub polecić komuś, aby to wykonał, i kontynuować postępowanie resuscytacyjne. Poprawny oddech zaczyna się od 2 wdechów na 10 sekund.

#### Uciskanie klatki piersiowej

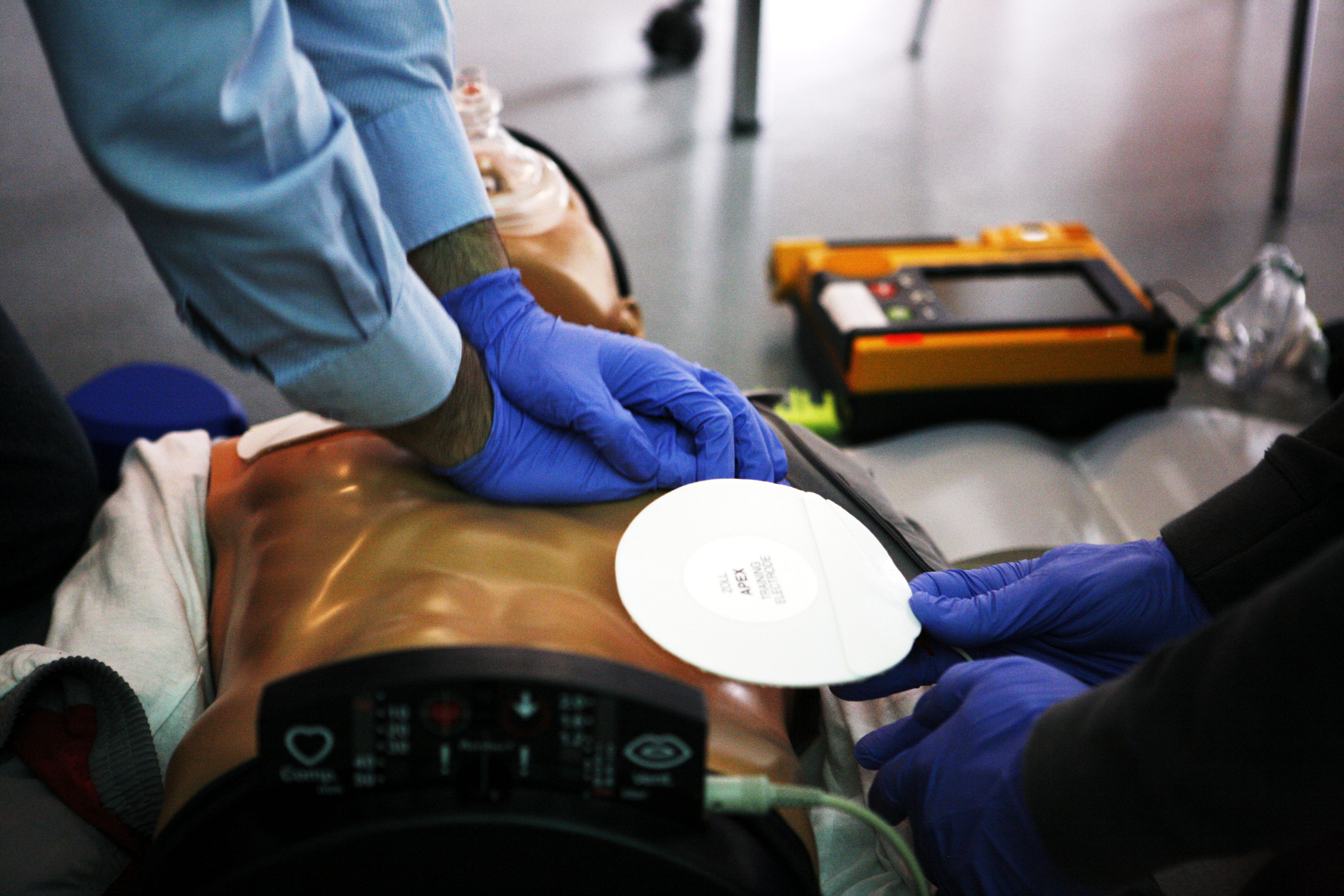
Uciskanie klatki piersiowej. Nadgarstki zostały ułożone nad dolną połową mostka, ramiona wyprostowane, ustawione prostopadle do klatki piersiowej poszkodowanego.

Uciskanie klatki piersiowej wykonuje się naprzemiennie z oddechem w stosunku 30:2 – 30 uciśnięć na 2 oddechy:
1. Należy uklęknąć obok poszkodowanego.
2. Ułożyć dłoń jednej ręki na środku klatki piersiowej.
3. Dołożyć dłoń drugiej ręki na grzbiecie dłoni leżącej i utrzymywać wyprost ramion.
4. Ustawić ramiona prostopadle do klatki piersiowej poszkodowanego.
5. Uciskać klatkę piersiową ciężarem swojego ciała na głębokość około 1/3 wysokości klatki piersiowej.
6. Kontynuować uciskanie z częstością 100/min. ale nie więcej jak 120/min., nie odrywając rąk od klatki piersiowej.
7. Uciskać 30 razy, a następnie wykonać 2 oddechy ratownicze.[4]

#### Oddechy ratownicze
1. Należy dalej udrożniać drogi oddechowe.
2. Zacisnąć skrzydełka nosa.
3. Wziąć normalny wdech.
4. Objąć szczelnie ustami usta poszkodowanego.
5. Wdmuchać powietrze z normalnym natężeniem przez 1 sekundę, jednocześnie obserwując, czy klatka piersiowa się porusza.
6. Należy wykonać 2 oddechy, a następnie powrócić do uciskania klatki piersiowej w sekwencji 30:2.

#### Przerwanie
Podstawowe zabiegi resuscytacyjne BLS można przerwać jedynie w sytuacji, kiedy poszkodowany zacznie reagować, oddychać lub się poruszać. W każdym innym wypadku należy kontynuować resuscytację aż do przejęcia akcji ratunkowej przez ratownika medycznego z karetki  lub służb innych medycznych. Kiedy osoba wykonująca resuscytację jest zmęczona, zaleca się pomoc w resuscytacji przez innych świadków zdarzenia, nie przerywając RKO. Po udanym zabiegu resuscytacyjnym należy ustawić poszkodowanego w pozycji bezpiecznej – bocznej ustalonej.

### Sytuacje szczególne

#### Użycie automatycznego defibrylatora zewnętrznego
Jeżeli w pobliżu znajduje się automatyczny defibrylator zewnętrzny, należy go użyć nawet w trakcie wykonywania sekwencji 30:2, postępując zgodnie z poleceniami wydawanymi przez urządzenie.

#### Resuscytacja w dwie osoby
Jeżeli na miejscu znajdują się 2 osoby, resuscytacja przebiega w następujący sposób:
1. Ratownicy klękają naprzeciwko siebie, tak aby jedna osoba zajmowała się wentylacją, a druga uciskaniem.
2. Osoba uciskająca głośno liczy uciśnięcia.
3. Osoba wentylująca przygotowuje się do oddechu ratowniczego, tak by zminimalizować przerwę pomiędzy uciśnięciem a oddechem.
4. Po 30 uciśnięciach osoba uciskająca robi przerwę na 2 oddechy ratownicze.
5. Kontynuuje się uciskanie.
6. Co 2 minuty następuje zamiana osób, aby nie doprowadzić do ich przemęczenia.

#### Resuscytacja u dzieci
U dzieci do mechanizmu zatrzymania krążenia z powodu VF dochodzi znacznie rzadziej. Dominują przyczyny związane z układem oddechowym dlatego algorytm postępowania jest nieco inny. Często jednak osoby niekwalifikowane obawiają się prowadzenia RKO ze względu na brak znajomości zasad resuscytacji dla dzieci. Lęk jest nieuzasadniony, ponieważ lepiej stosować sekwencję BLS dla dorosłych, niż nie robić nic.

##### Algorytm postępowania u dzieci

Algorytm BLS u dzieci – tylko dla osób z zawodowym obowiązkiem interwencji

Modyfikacji w algorytmie powinny się uczyć wyłącznie te osoby, które mają zawodowy obowiązek udzielenia pomocy. Zawsze, bez względu na powikłania, można stosować algorytm BLS dla dorosłych (30:2), kiedy resuscytację prowadzi osoba niewykwalifikowana!
Zmodyfikowany algorytm BLS u dzieci dla ratowników z obowiązkiem udzielania pomocy ma następującą formę:
1. Sprawdź, czy poszkodowany reaguje.
2. Udrożnij drogi oddechowe i sprawdź oddech – lekko odchyl głowę do tyłu i unieś żuchwę.
3. Sprawdź, czy oddycha prawidłowo.
4. Zadzwoń po pogotowie.
5. Wykonaj 5 wdechów ratowniczych.
6. Wykonaj 30 uciśnięć klatki piersiowej – uciskaj mostek na głębokość 1/3 wymiaru przednio-tylnego. U niemowląt jedynie dwoma palcami.
7. Wykonaj 2 oddechy ratownicze.
8. Po upływie 2 cykli (2 razy po 2 wdechy i 2 razy po 30 uciśnięć) wołaj, zadzwoń lub udaj się po pomoc.
9. Kontynuuj resuscytację aż do przyjazdu karetki.

#### Resuscytacja bez wentylacji
Jeżeli wykonanie oddechów ratowniczych jest niemożliwe z różnych przyczyn, np. z powodu zakrwawionych ust, należy wykonywać resuscytację bez wentylacji. Takie postępowanie jest również wysoce skuteczne i ma znaczny wpływ na zmniejszenie ryzyka zgonu.

#### Usunięcie ciała obcego
Ciało obce w drogach oddechowych należy usuwać jedynie w przypadku, gdy można je zobaczyć i dokonać usunięcia go pod kontrolą wzroku.

#### Ocena tętna
W algorytmie BLS zgodnie z najnowszymi wytycznymi nie ocenia się tętna, dotyczy to zarówno ratowników bez wykształcenia
medycznego, jak i personelu medycznego. Palpacyjne sprawdzanie tętna na jakiejkolwiek tętnicy nie jest dokładną metodą potwierdzania obecności lub braku krążenia.

#### Zagrożenia i obawy
Często świadkowie zdarzenia nie podejmują resuscytacji w obawie przed zaszkodzeniem poszkodowanemu. Lęk ten jest nieuzasadniony. Powikłania w postaci uszkodzenia narządów wewnętrznych zdarzają się niezmiernie rzadko, a jedynie u 2% poszkodowanych występują złamania żeber. Jeżeli u osoby poszkodowanej nie doszło do zatrzymania krążenia, a mimo to została przeprowadzona resuscytacja przez świadków zdarzenia, nie powodowało to uszkodzeń narządów wewnętrznych. Ryzyko zakażenia w trakcie resuscytacji jest niezmiernie niskie. Ponadto zgodnie z art. 162 § 1 KK za nieudzielenie pomocy osobie w bezpośrednim zagrożeniu życia grozi kara pozbawienia wolności do lat 3.

## ALS– Zaawansowane zabiegi resuscytacyjne
Zaawansowane zabiegi resuscytacyjne wykonuje personel medyczny.

### Algorytm postępowania

#### Podstawowe czynności
Algorytm ALS należy powtarzać w formie cyklicznej, wykonując pojedyncze czynności w przedstawionej poniżej sekwencji, aż do momentu pojawienia się spontanicznego oddechu lub samodzielnej akcji serca :
1. Sprawdź, czy poszkodowany reaguje, czy oddycha, czy nie występują pojedyncze westchnienia.
2. Rozpocznij resuscytację krążeniowo-oddechową, schematem 30:2 (trzydzieści uciśnięć klatki piersiowej – dwa oddechy).
3. Podłącz defibrylator/monitor, minimalizuj przerwy w resuscytacji.
4. Oceń rytm serca.
5. Dokonaj defibrylacji, jeżeli występuje migotanie komór (VF) lub częstoskurcz komorowy (VT) bez tętna.
6. Natychmiast podejmij RKO przez 2 minuty, minimalizuj przerwy w resuscytacji.
7. Oceń rytm i kontynuuj ALS.

#### Pozostałe postępowanie podczasALS
Podczas wykonywania podstawowych czynności algorytmu ALS należy wykonać również poniższe procedury, pamiętając o minimalizowaniu przerw w resuscytacji:
- Zaplanuj dalsze działanie, zanim przerwie się RKO.

1. Podawaj tlen.
2. Nie przerywaj uciskania klatki piersiowej po zabezpieczeniu dróg oddechowych.
3. Zapewnij dostęp donaczyniowy (dożylny, ew. doszpikowy).
4. Podawaj adrenalinę co 3–5 min. w dawce 1 mg.
5. Lecz odwracalne przyczyny zatrzymania krążenia.